# 1593.
◄ | 15. stoljeće | 16. stoljeće | 17. stoljeće | ►
◄ | 1560-ih | 1570-ih | 1580-ih | 1590-ih | 1600-ih | 1610-ih | 1620-ih | ►
◄◄ | ◄ | 1590. | 1591. | 1592. | 1593. | 1594. | 1595. | 1596. | ► | ►►
Arhitektura • Astronomija • Glazba • Kazalište • Kiparstvo • Knjige • Književnost • Kršćanstvo • Medicina • Politika • Pravo • Promet • Slikarstvo • Znanost

## Događaji
- 1593. Bitka kod Siska (Toma Erdödy)

## Rođenja
- 27. travnja – Mumtaz Mahal, indijska carica († 1631.)

## Smrti
- 30. svibnja – Christopher Marlowe, engleski književnik (* 1564.)

## Vanjske poveznice
|  | Zajednički poslužitelj ima još gradiva o temi 1593. |